# Manillagaljoen

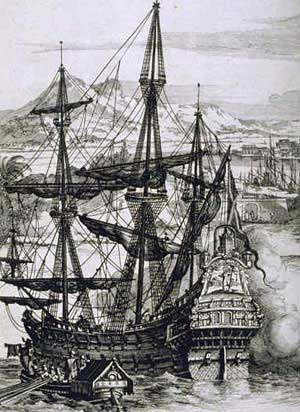
Een Spaans galjoen

Het Manillagaljoen (Spaans: Galeón de Manila), ook wel het Acapulcogaljoen (Galeón de Acapulco) of Nao de China, was een Spaans schip dat gedurende de koloniale periode een of twee keer per jaar de Grote Oceaan overstak tussen Manilla op de Filipijnen en Acapulco in Nieuw-Spanje (het huidige Mexico). De dienst werd geïnaugureerd in 1565 en hield op te bestaan toen de napoleontische oorlogen en de Mexicaanse Onafhankelijkheidsoorlog het onmogelijk maakten. Het laatste galjoen richting Nieuw-Spanje voer in 1811 en het laatste galjoen richting de Filipijnen in 1815.

## De ontdekking van de oostelijke route
Op 13 februari 1565 arriveerde een grote Spaanse expeditie onder leiding van Miguel López de Legazpi op het Filipijnse eiland Cebu. Doel van deze expeditie was het stichten van een Spaanse kolonie om zodoende voet aan de grond te krijgen in de buurt van de specerij-eilanden. Na enkele maanden stuurde Legazpi een kleine expeditie onder leiding van Andrés de Urdaneta terug naar Nieuw-Spanje. Het doel was het vinden van een goede tornaviaje (terugkeerroute). Daarnaast werd de Spaanse koning gevraagd om extra troepen te sturen te ondersteuning van de expeditie van Legazpi. Het vinden van een goede oostelijke route was voor de kolonisatie van de Filipijnen van groot belang, omdat zonder de aanvoer van versterkingen en goederen op regelmatige basis, de kolonisatie van de Filipijnen onmogelijk zou kunnen slagen. Met zijn enorme kennis van de navigatie over de Grote Oceaan slaagde Urdaneta er in om deze terugkeerroute te vinden. Hiervoor voer hij noordwaarts tot zo'n 36 graden noorderbreedte, waar het door de overwegend westelijke winden mogelijk was om de Grote Oceaan over te steken. Na een reis van 130 dagen en 20.000 kilometer arriveerde het schip van Urdaneta op 8 oktober 1565 in de haven van Acapulco. Door een gebrek aan proviand waren 14 van zijn bemanningsleden overleden en was de rest volkomen verzwakt. De aantekeningen die Urdaneta had gemaakt tijdens de terugreis naar Nieuw-Spanje waren zeer gedetailleerd en bruikbaar voor bemanningen van toekomstige galjoenen. Urdaneta's route, zoals de oostelijke route ook wel genoemd werd, zou tot in de 17e eeuw gebruikt worden door de Manillagaljoenen die 1 tot 2 maal per jaar naar Acapulco voeren. In de 18e eeuw ontdekte men dat het niet nodig was om helemaal tot de 36e breedtegraad door te varen alvorens oostelijk te varen.

## De handel

### De lading
De lading van de Manillagaljoenen in oostelijke richting bestond voornamelijk uit zijde afkomstig uit China, specerijen uit de zuidelijk gelegen specerijeneilanden en katoen en ivoor uit India. Daarnaast werden met de galjoenen ook Filipijnse producten vervoerd, zoals goudstof, was of textiel. De waarde van deze producten was echter nooit meer dan zo'n 10% van de totale lading van het schip. De lading van de galjoenen die het jaar erop terugvoeren uit Nieuw-Spanje bestond voor 90-99% uit zilver. Dit zilver was enerzijds de opbrengst van de lading van de westelijke galjoen en anderzijds de jaarlijkse toelage voor de Filipijnen uit de schatkist van Nieuw-Spanje. In het begin waren dit de onregelmatige handgeslagen zilveren munten. Na 1732 werden het met de machine gemaakte munten. Het restant van de lading bestond uit producten uit Nieuw-Spanje (zoals cacao) of uit Spanje (zoals wijn, olijven en wollen kleren). Daarnaast werden met de Manillagaljoenen missionarissen, Spaanse overheidsdienaren en andere passagiers heen en weer gevaren. Ook brachten de galjoenen het laatste nieuws en de koninklijke decreten naar de Filipijnen en andersom brachten ze de laatste stand van zaken in de Filipijnen naar Nieuw-Spanje en uiteindelijk naar Spanje toe.

### Handelsbeperkingen
Niet lang na het begin van de handel met de Manillagaljoenen werden beperkingen opgelegd aan de hoeveelheden en waarde van de goederen die met de galjoenen heen en weer gebracht mochten worden. Enerzijds gebeurde dit onder druk van de zijde-industrie in Andalusië, die hun positie bedreigd zagen worden door de aanvoer van zijde vanuit China. Ook wilde Spanje de uitvoer van zilver uit Nieuw-Spanje enigszins beperkt houden. Per decreet werd in 1593 vastgesteld dat er maximaal 2 schepen per jaar heen en weer mochten varen. Deze schepen werden onderverdeeld in meetbare eenheden (piezas). Maximaal mocht een schip vierduizend piezas vervoeren. Het totale gewicht mocht de driehonderd ton niet overschrijden en de waarde van de lading met niet meer dan 250.000 peso op de heenreis en 500.000 peso op de terugreis bedragen. De kosten van de bouw en het onderhoud werden betaald door de Spaanse overheid, hoewel dit uiteindelijk moest worden opgebracht door de lokale bevolking. Het recht om handelswaar te vervoeren, werd geregeld met zogenaamde boletas. Een bolata gaf het recht om 1 pieza aan handelswaar te vervoeren.
De handelsbeperkingen werden veelvuldig overschreden. Het kwam regelmatig voor dat schepen in plaats van 4000 piezas, 6000, 12000 of zelf 18000 piezas aan boord hadden. Het gewicht van de lading was vaak 1600 ton. Ook de waarde van de ladingen overschreed de limieten vaak enorm. De handelsbeperkingen werden in de loop der tijd wel omhoog bijgesteld. Zo mocht vanaf 1702 560 ton lading aan boord met een waarde van 300.000 peso heen en 600.000 terug. In 1734 werd dit bijgesteld naar 500.000 en 1 miljoen peso en in 1776 naar 750.000 en 1,5 miljoen peso. Deze bijstellingen bleven echter achter bij de daadwerkelijke waarde van de ladingen van de galjoenen. Zo was de waarde van een galjoen van Nieuw-Spanje naar Manilla veelal 1,5 miljoen oplopende in de beginjaren tot zelfs 3 miljoen peso wat later in de tijd. De overschrijdingen werden gerealiseerd door bijvoorbeeld extra lading op de dekken te plaatsen, door slechts zeer minimale voorraad eten en drinken mee te nemen of door een deel van de kanonnen weg te bergen. Vooral de laatste twee maatregelen konden een Manillagaljoen en haar bemanning ernstig in gevaar brengen. Een legale mogelijkheid om meer lading te vervoeren, was het handelen in Filipijnse goederen. Deze waren namelijk vrijgesteld van de handelsbeperkingen.
Het boleta’s die recht gaven op een pieza op een galjoen en derhalve erg gewild waren, gaven aanleiding voor veel misstanden. In de loop der jaren werden de regels met betrekking tot de toewijzing van boleta’s regelmatig gewijzigd. In de beginjaren was het de gouverneur van de Filipijnen die kon beslissen wie de boleta's konden verkrijgen. Vanaf 1604 werd over de verdeling besloten in de junta de repartimiento. Hierin zaten naast de gouverneur, de rechter van de audiencia, de fiscal, 2 leden van de stadsraad en de aartsbisschop van Manilla. Binnen deze junta was de macht dermate ongelijk verdeeld dat de gouverneur meestal de overhand had en derhalve kon beschikken over een groot deel van de boleta's. Daarnaast was het veelal de gouverneur die kon beslissen wie de kapitein en de officieren van de Manillagaljoenen werden. Er ontstond handel in boleta's tussen personen die het zich konden veroorloven te handelen maar geen boleta's hadden en personen die boleta’s hadden maar geen mogelijkheden om te handelen. In latere dagen werd een bepaald deel van de boleta's gereserveerd de Spaanse burgers in de Filipijnen. Raadsleden en provinciale gouverneurs kregen bijvoorbeeld 8 boleta’s en andere burgers een halve of een hele boleta. In 1638 werd per decreet bepaald dat ongebruikte boleta’s teruggeven dienden te worden. Honderd jaar later, in 1734, werd een uitzondering gemaakt voor armen en weduwen. Zij hoefden hun boleta niet terug te geven, maar mochten hem verkopen aan actieve handelaren, hetgeen ook weer aanleiding was voor misstanden. Op 9 mei 1780 noemde Francisco Leonardo de Viana, lid van de Raad van de Indies, het systeem met de boleta's de wortel van alle kwaad bij de handel met de Manillagaljoenen, maar hoewel er veel discussie was werd er nooit echt iets aan gedaan.

## De galjoenen
De Manillagaljoenen werden meestal gebouwd in de scheepswerven van Cavite. Voor het kappen van het tropisch hardhout, het vervoeren ervan naar de kust en zware werk in de scheepswerven werden Filipino's gebruikt. Deze mensen werden door de Spanjaarden gedwongen voor hen te werken volgens een soort corveesysteem. Hierbij dienden mannen van bepaalde leeftijden, die zware arbeid aankonden, hun diensten gedurende een bepaalde periode per jaar (meestal 40 dagen) ter beschikking te stellen.
De bemanning van de galjoenen bestonden voor 50 tot 80 procent uit Filipijnse zeelieden aangevuld met Spaanse en Mexicaanse zeelieden. De Filipino's waren goedkoper dan de Spanjaarden en kregen ongeveer 48 tot 60 peso voor een retour plus een rantsoen rijst. De Spanjaarden verdienden zo'n 100 peso. Aan het eind van de reis kregen de zeelui ook nog een bedrag. De Filipino's kregen 330 peso. Daarnaast verdienden ze soms nog aan de goederen die ze mee mochten nemen op de reis. Niet alle zeelieden maakten de retourreis af. Veel Filipino's gingen in Nieuw-Spanje van boord en vestigden zich daar. Andersom kwamen veel inwoners van Nieuw-Mexico naar de Filipijnen toe. Tegenwoordig kan men in Mexico nog steeds sporen zien van de Filipijnse invloeden. Zo werd de Filipijnse drank tuba er erg populair. Deze palmwijn kan men nu nog steeds kopen in de buurt van Acapulco.

## Gevaren onderweg
De reis tussen Manilla en Acapulco was niet ongevaarlijk. Gedurende de 250 jaar dat de Manillagaljoenen tussen de Filipijnen en Nieuw-Spanje voeren werden in totaal 108 verschillende schepen gebruikt. Zo'n dertig galjoenen ging verloren door schipbreuk of verovering door vijanden van Spanje. Maar liefst tien maal leed een galjoen schipbreuk in de Straat San Bernadino tussen de eilanden Luzon en Samar. Viermaal werd een galjoen buit gemaakt door de Engelsen. In 1589 werd de Santa Ana voor de kust van Californië veroverd door Cavendish. Meer dan honderd jaar lang ging vervolgens geen enkel galjoen verloren aan een vijand. Ook de Nederlanders, waaronder bijvoorbeeld Olivier van Noort, deden met name in de eerste helft van de 17e eeuw verwoede pogingen om een van de waardevolle galjoenen te pakken te krijgen. Pas in 1709 volgde de La Encarnación die ook voor de kust van Californië werd veroverd door Woodes Rogers. In 1743 veroverde Lord Anson de Covadonga en het laatste veroverde galjoen was de Santisima Trinidad, net nadat de Engelsen in 1762 Manilla hadden in genomen. Omdat de ladingen van de Manillagaljoenen een enorme waarde vertegenwoordigden, had het verlies van een galjoen een enorme impact op de economie van de Filipijnen, die grotendeels op de handel met de galjoenen leunde.

### Nuestra Señora de la Concepcion
Het jaar 1638 was een van de jaren waarin een Manillagaljoen verloren ging door schipbreuk. Op 20 september van dat jaar kwam het galjoen Nuestra Señora de la Concepcion onderweg naar Acapulco in een zware storm terecht ter hoogte van de Marianen. Op het schip was een muiterij gaande tegen de onervaren kapitein, een jong neefje van de gouverneur van de Filipijnen. De zeilen en masten raakten beschadigd of sloegen overboord. Als gevolg daarvan raakte het galjoen onbestuurbaar en liep het op een rif voor de kust van het eiland Saipan. Naar aanleiding van een onderzoek naar de oorzaak van de ramp in 1644 werd gouverneur Sebastian Hurtado de Corcuera schuldig bevonden. Hij had het galjoen gebruikt voor het vervoeren van oneigenlijk verkregen schatten voor zijn eigen belang en bovendien zijn neef aangesteld als kapitein om een oogje in het zeil te houden, ondanks het feit dat hij nagenoeg geen ervaring had. Eeuwen later werden veel van de schatten van de Concepcion geborgen. Zo vond men onder andere 1300 stuks 22,5 karaats gouden juwelen, zoals kettingen, kralen, gespen, ringen en broches

### Nuestra Señora de Covadonga

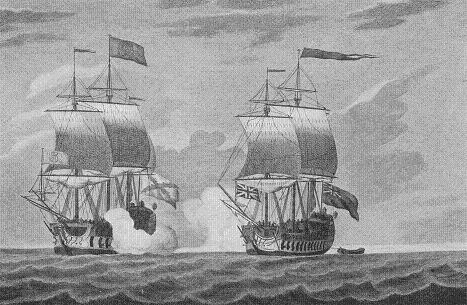
De Centurion verovert de Covadonga

Een van de zeldzame keren dat een Manillagaljoen veroverd werd door een van de vijanden van Spanje was in het jaar 1743. Het Engelse schip de Centurion onder leiding van George Anson had sinds 20 mei 1743 in een hinderlaag gelegen bij Kaap Espiritu Santo, waar de Manillagaljoenen normaal gesproken bij de Filipijnen aankwamen. Het Manillagaljoen, dat in 1743 vanuit Acapulco naar Manilla voer was de Nuestra Señora de Covadonga, een galjoen van 700 ton. Het galjoen was erg slecht bewapend en derhalve bijzonder kwetsbaar voor aanvallen van piraten of vijanden. Van de 44 kanonnen waren er 12 weggeborgen om meer ruimte te maken voor de lading. Bij aankomst in Guam werd de bemanning op de hoogte gesteld van de aanwezigheid van het Engelse schip in de regio. Hoewel de Portugese kapitein een alternatieve route naar Manilla voorstelde, werd onder druk van de Spaanse officieren besloten de normale route aan te houden. De gouverneur-generaal van de Filipijnen stuurde uit voorzorg een schip vanuit Manilla ter bescherming van het galjoen, maar dat leed onderweg schipbreuk. Op 20 juni werd het galjoen door de bemanning van de Centurion waargenomen en na een korte achtervolging en een anderhalf uur durende beschieting gaf het galjoen zich over. De Covadonga had 67 doden en 84 gewonden. Op de Centurion waren 3 doden gevallen. Anson besloot om met de Covadonga terug te keren naar het Portugese Macau waar ze op 11 juli 1743 arriveerden. De lading van het schip bevatte onder andere 1.313.843 muntstukken en 35.682 ons zilver.. De verovering van de Covadonga maakte van George Anson een beroemd en rijk man.

## Het einde van de Manillagaljoen
Tegen het einde van de 18e eeuw werd de handel met de Manillagaljoen minder lucratief. Dit had onder andere te maken met toenemende concurrentie doordat ook andere landen rechtstreeks met China begonnen te handelen. Het kwam diverse malen voor dat de goederen aan boord van een galjoen niet verkocht konden worden door een gebrek aan kopers. Toen in 1810 bovendien de Mexicaanse Onafhankelijkheidsoorlog uitbrak had dit ook gevolgen voor de handel met de Manillagaljoen. In 1813 werd Acapulco door de Mexicaanse opstandelingen onder leiding van José María Morelos ingenomen en enkele maanden bezet. Het Manillagaljoen kon hierdoor haar goederen niet kwijt en moest uitwijken naar San Blas. In Europa ondertussen was de Spaanse koning Ferdinand VII gevangengenomen door Napoleon. Het bestuur werd daarop overgenomen door de Cortes van Cádiz. In 1813 werd door een van de Filipijnse afgevaardigden, Ventura de los Reyes voorgesteld om de handel met de Manillagaljoen stop te zetten en in de plaats daarvan handel toe te laten met meer Spaans-Amerikaanse steden. Uiteindelijk werd op 14 september 1813 per decreet echter bepaald dat de dienst met de Manillagaljoen werd opgeheven en werd andere Filipijnse schepen toegestaan om te handelen in Chinese en andere Aziatische goederen in Acapulco en San Blas. Voordat het decreet ten uitvoer kon worden gebracht, was Ferdinand VII inmiddels weer geïnstalleerd als de Spaanse koning. De los Reyes haalde de koning echter over om het decreet op 23 april 1815 alsnog te bekrachtigen. Zodoende vertrok in 1815 de laatste Manillagaljoen met de naam Magallanes vanuit Acapulco richting Manilla.